# Gujwa-eup
Gujwa-eup (koreanska: 구좌읍) är en köping i Sydkorea. Den ligger i kommunen Jeju i provinsen Jeju, i den södra delen av landet, 500 km söder om huvudstaden Seoul. 
Gujwa-eup ligger på norra delen av ön Jeju cirka 30 km öster om öns huvudort Jeju. I den västra delen av Gujwa-eup ligger Manjanggul, en lång lavatunnel med stalaktiter och stalagmiter samt fladdermöss och insekter.